# Charles de Lorraine (1524-1574)
Pour les autres membres des familles, voir Maison de Lorraine et Maison de Guise.
Pour les articles homonymes, voir Charles de Lorraine, Cardinal de Lorraine et Cardinal de Guise.
Charles de Lorraine (né le 17 février 1524 à Joinville et mort le 26 décembre 1574 à Avignon) fut duc de Chevreuse, archevêque de Reims de 1538 à 1574, évêque de Metz de 1550 à 1551. Il est nommé chancelier de l'ordre de Saint-Michel le 19 mai 1547 et devient cardinal la même année. Il prend le nom de cardinal de Guise puis cardinal de Lorraine après la mort de son oncle Jean de Lorraine en 1550 qui le portait jusque là. C'est un homme politique et un intellectuel religieux qui joua un rôle important durant les guerres de religion (1562-1598).
Dans un premier temps ouvert à la discussion et à la réforme de l'Église, il soutint la politique du chancelier Michel de l'Hospital tout en s'illustrant comme le champion de la cause catholique. Avec son frère, le duc François de Guise, il dirigea la France sous le règne de François II (1559-1560), il participa au colloque de Poissy (1561), puis au concile de Trente (1563). Chef de la maison de Guise, il s'opposa durant le reste de sa carrière à la politique de Catherine de Médicis.

## Biographie

### Une grande famille
Charles de Guise est le second fils de Claude de Lorraine, premier duc de Guise et seigneur de Joinville (qui se distingua sous François Ier) et d'Antoinette de Bourbon-Vendôme. À la suite de la démission de son oncle Jean en sa faveur, il est nommé archevêque de Reims en 1538 à l’âge de treize ans. Il est chancelier de l'Ordre de Saint-Michel en 1547. À la mort de son oncle (1550), il reprend le titre de cardinal de Lorraine. Charles sait, avec son frère aîné, François, duc de Guise, gagner la faveur du roi Henri II. Lui et ses frères exercent une grande influence et jouent un grand rôle dans les affaires du pays. À Reims, le cardinal de Lorraine favorise la création de l'université en 1548  et plus tard celle de Pont-à-Mousson avec son « cousin » Charles III, duc de Lorraine. Charles de Lorraine eut une fille illégitime, Champette Olivier.
Il possédait le duché de Chevreuse (achat en 1555), la seigneurie de Meudon (achat en 1552), celles de Marchais et Liesse (achat à partir de 1553).

### Défenseur de la foi
Sous le règne de Henri II, Charles professe des opinions gallicanes. Par ailleurs, contrairement au connétable Anne de Montmorency, le cardinal et son frère François sont d'ardents partisans de la guerre contre les Habsbourg.
Défenseur de l'Église catholique apostolique et romaine, le cardinal de Lorraine devient par la suite l'une des principales figures françaises de la Contre-Réforme en se faisant le défenseur des décrets du concile de Trente qu'il souhaite voir appliquer dans le royaume et qu'il commence par faire adopter dans son archevêché de Reims.
Selon Brantôme, « tout ecclésiastique qu’il était, il avait l’âme fort barbouillée ». Le cardinal est un homme très habile. Il est adroit, éloquent, plein de ressources et de séduction. Son talent fait de lui un rival de Catherine de Médicis. Prônant la lutte contre le calvinisme, il n’a de cesse de combattre la politique de tolérance civile de la reine mère. Ayant de hautes capacités intellectuelles, le cardinal est employé de nombreuses fois à des fins diplomatiques.

### Un rôle politique
Le cardinal de Lorraine et son frère François réussissent à obtenir le pouvoir à l'avènement du jeune François II (1559). Le cardinal tient alors entièrement l’administration des finances. Il fait rendre les sceaux au chancelier François Olivier puis, à la mort de celui-ci (mars 1560), désigne Michel de l'Hospital (dont il a favorisé la carrière de magistrat) comme successeur au poste.
Cependant, Charles de Guise doit céder sa place après la mort du jeune roi (5 décembre 1560). Il quitte la cour deux mois plus tard, accompagnant sa nièce Marie Stuart à Joinville. Le cardinal assiste alors impuissant à l'introduction du protestantisme à la cour. Il continue cependant de jouer un rôle important lors du colloque de Poissy où il s'oppose à Théodore de Bèze, chef du parti protestant. L'intransigeance de ce dernier fait échouer la réconciliation des deux religions au grand dépit de la reine mère. Charles de Guise était, lui, prêt à une certaine conciliation, qui échoua.

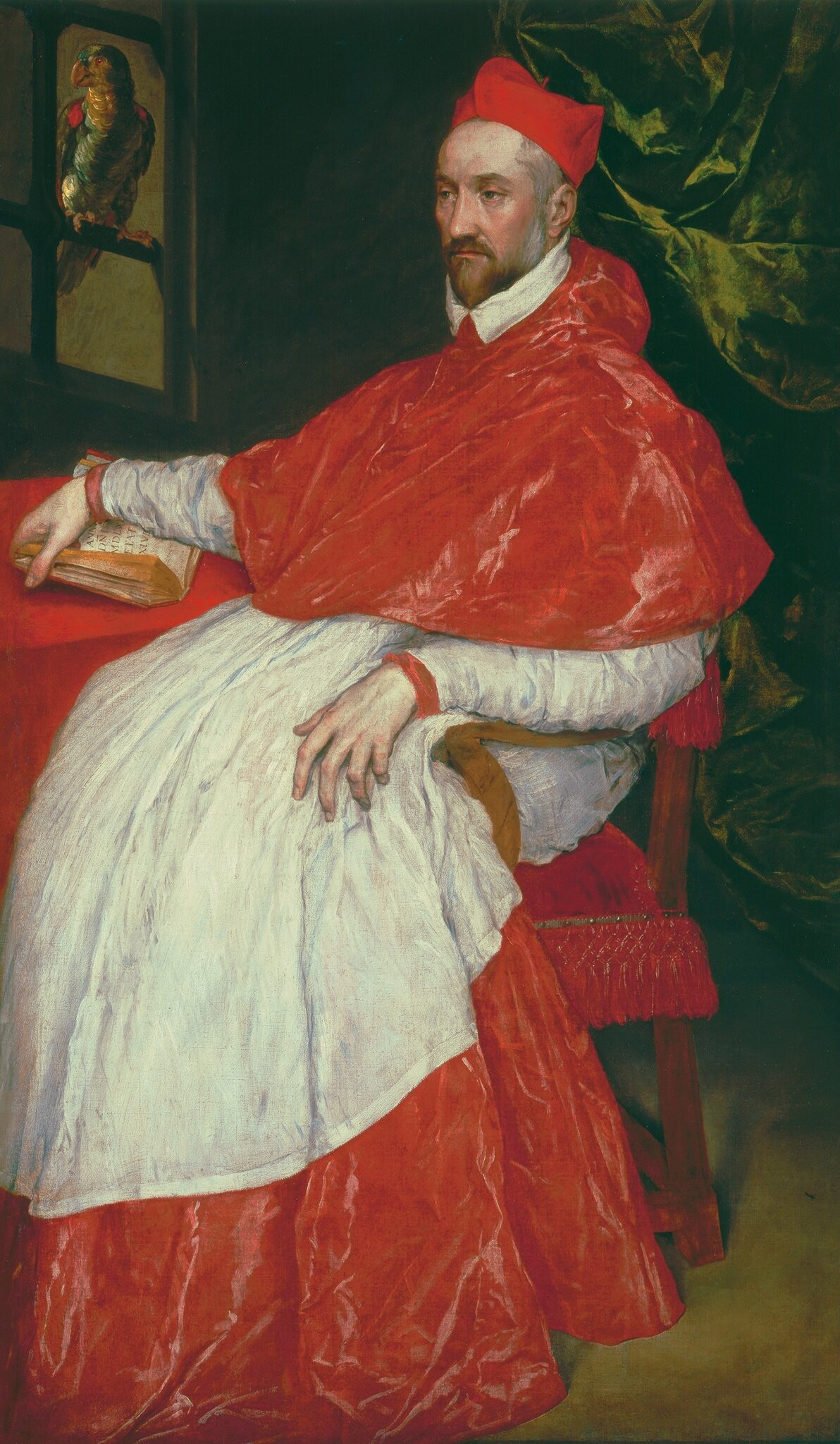
Portrait de Charles de Guise attribué à Le Greco, vers 1571, Kunsthaus de Zurich. Âgé de 47 ans, le cardinal est représenté en compagnie d'un perroquet, symbole d'éloquence. Toutefois, papagallo (« perroquet » en italien) peut être traduit littéralement par « pape français », interprétation soulignant le poids politique du cardinal à la tête de l'Église catholique de France. Le perroquet, symbole ambigu, est remplacé par un crucifix dans les copies attribuées à Georges Boba.

À la suite de l'assassinat de son frère François (18 février 1563), Charles devient le chef de la famille des Guise et du parti catholique en France. Il prend sous sa tutelle les enfants de son frère décédé et cherche par tous les moyens à nuire aux Montmorency et plus particulièrement à l'amiral de Coligny qu'il considère comme responsable de la mort de son frère. Le 8 janvier 1565, alors que la cour se trouve dans le Midi, il manque de peu de se faire tuer dans une rue parisienne par les troupes de François de Montmorency, gouverneur de Paris et fils du connétable Anne. Soucieuse d'établir la paix dans le royaume, la reine mère oblige le cardinal à se réconcilier avec le clan des Montmorency à Moulins en 1566. Il y embrasse publiquement l'amiral de Coligny, mais les deuxième et troisième guerres de religion lui permettent de poursuivre l'amiral de sa vindicte.

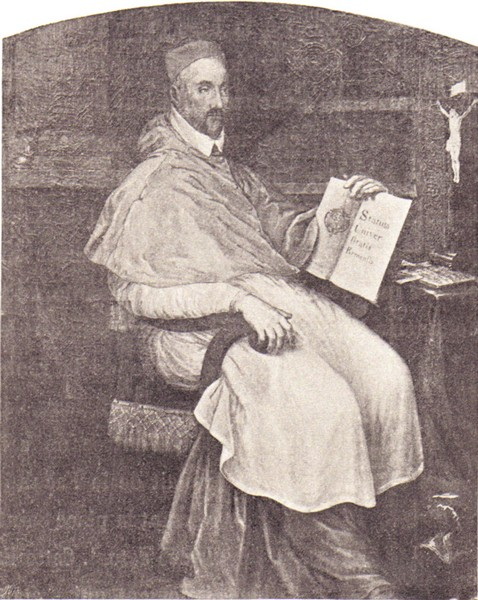
Charles, cardinal de Lorraine par Georges Boba, Musée de Reims.

Plus tard, il négocie le mariage de Charles IX et d'Élisabeth d'Autriche (1569). En 1572, le pape Pie V meurt. Charles de Lorraine part pour Rome afin de participer au conclave qui doit élire un nouveau pape. Malgré son opposition au mariage entre la princesse Marguerite de Valois et Henri de Navarre, qui doit sceller l'union des catholiques et des protestants, il tente de convaincre le pape de donner son accord au mariage.
Il apprend la nouvelle du massacre de la Saint-Barthélemy qui est parvenue à Rome le 5 septembre 1572. Il s'empresse alors de regagner Paris, où il cherche à reprendre sa place au conseil du roi. Mais Catherine de Médicis, qui craint son retour aux affaires, lui fait savoir qu’il n'est pas le bienvenu.
Néanmoins, la Couronne se sert régulièrement du cardinal de Lorraine pour ses négociations financières avec le clergé.
Charles de Lorraine meurt des suites d'une infection pulmonaire à Avignon le 26 décembre 1574. Il est inhumé dans la Cathédrale Notre-Dame de Reims. Il laisse ses seigneuries de Meudon et Marchais à son neveu Henri de Lorraine, 3ème duc de Guise. Son corps est rapporté à Reims où l’on célèbre ses funérailles le 20 janvier 1575.

## Sonmécénat

Après le couronnement d', à Corbeny Charles en tenue de cardinal, sur la droite, Livre d'heures de, BnF.

Grâce à la charge d’archevêque dont il dispose, il fait agrandir le palais du Tau et fait fondre le bourdon de la cathédrale de Reims. En plus de l'ouverture d'une université à Reims avec les mêmes droits et privilèges que l'université de Paris, d'un collège à Bar-le-duc, d'une Université à Pont-à-Mousson, il favorise l'implantation d'imprimeurs à Reims, Claude Chaudière en 1551, Nicolas Trumeau et Nicolas Bacquenois en 1553. Il accueille aussi Constantin Palaeocappa, copiste de manuscrits grecs. Parmi les livres de sa bibliothèque de ceux qu'il donnait au Chapitre cathédrale, le plus connu est l'Évangéliaire de Reims du XIe siècle et XIVe siècle. Le cardinal fonde, en 1567, le tout premier séminaire de Reims et de France pour assurer la formation des clercs. Il protégeait aussi des personnalités comme Michel de L'Hospital ou Pierre de Ronsard.
Sur le plan artistique, Charles est le prescripteur de la famille. Il influe certainement sur les choix de peintres ou d'émailleurs ayant travaillés pour la famille : Léonard Limosin (qui réalise son propre portrait, celui de son frère François et celui de sa famille  dans l'allégorie "Le triomphe de la foi" aujourd'hui à la Frick collection de New York), Le Primatice (grotte du château de Meudon), Nicolò Del'Abate, Francesco Salviati, Girolamo Muziano ou Federico Zuccaro. Un portrait de lui longtemps attribué au Greco voit son attribution aujourd'hui discutée.
Il était également un grand amateur d'orfèvrerie. Et sur le plan musical, il a soutenu Jacques Arcadelt, sans doute l'un des compositeurs les plus importants des années 1550 et 1560, Fabrice Marin Caiétain et probablement Pierre Cléreau.

### Sources primaires
- Anonyme (François Hotman ?) :
  - Epistre envoiée au tigre de la France, 1561 (célèbre pamphlet dirigé contre le cardinal de Lorraine)
  - Le tygre : satyre sur les gestes mémorables des Guisards, 1561 (version versifiée du même pamphlet), [lire en ligne].
- Pierre de Ronsard :
  - Hymne de la Justice, à très illustre et révérendissime Charles Cardinal de Lorraine, 1555.
  - Epistre à Charles Cardinal de Lorraine, 1556.
- Charles de Lorraine sur Saarländische Biografien, [lire en ligne].
- Lettres du cardinal Charles de Lorraine (1524-1574), Daniel Cuisiat (éd.), Genève, Droz, coll. « Travaux Humanisme Renaissance », 1998.

### Iconographie
- Portrait de Charles de Lorraine (Kunsthistorisches museum)
- Portrait en pied attribué à Georges Boba - huile sur toile - vendu par l'étude Aguttes (Neuilly sur Seine) le 8 novembre 2023.